# Cantó de Briouze
El cantó de Briouze és un cantó francès del departament de l'Orne, situat al districte d'Argentan. Té 15 municipis i el cap es Briouze.

## Municipis
- Briouze
- Craménil
- Faverolles
- Le Grais
- La Lande-de-Lougé
- Lignou
- Lougé-sur-Maire
- Le Ménil-de-Briouze
- Montreuil-au-Houlme
- Pointel
- Saint-André-de-Briouze
- Sainte-Opportune
- Saint-Georges-d'Annebecq
- Saint-Hilaire-de-Briouze
- Les Yveteaux

## Història
| Data d'elecció                           | Identitat            | Partit                     | Qualitat |
| ---------------------------------------- | -------------------- | -------------------------- | -------- |
| 1945-19..                                | M. Gougis            | Divers droite              |          |
| 19..-1951                                | M. Gaubié            | RPF                        |          |
| 1951-196.                                | M. Huet              | Divers droite, després UNR |          |
| 196.-1973                                | M. Demaine           | Divers droite              |          |
| 1973-1998                                | Jacques de Malglaive | RPR                        |          |
| 1998-2004                                | Jenny Corbeau        | UDF                        |          |
| 2004-                                    | Jean-Pierre Salles   | Divers droite              |          |
| les dades anteriors no són pas conegudes |                      |                            |          |
|                                          |                      |                            |          |

## Demografia
| A partir de 1990: Població sense dobles comptes |